# Gabriella Ferrari
Gabriella Ferrari Peirano (sinh ngày 14 tháng 3 năm 1991) là một chủ nhân cuộc thi sắc đẹp của Venezuela. Tại cuộc thi Hoa hậu Venezuela 2011, cô đã xếp hạng 2 sau Irene Esser, giành được danh hiệu Hoa hậu Thế giới Venezuela. Cô đại diện cho Venezuela tại Hoa hậu Thế giới 2012, tại Ordos (Nội Mông), Trung Quốc. Cô không có mặt trong Top 30 người đẹp nhất.
Ferrari cũng đại diện cho Venezuela trong cuộc thi Reinado Internacional del Café 2012, tại Manizales, Colombia, vào ngày 8 tháng 1 năm 2012 và giành được danh hiệu Á hậu 2.